# Eldorado (Electric Light Orchestra)
Eldorado è un concept album, il quarto album studio della Electric Light Orchestra, datato 1974.

## L'album
Fu il primo della band ad essere completamente legato ad una storia per intero, messa a punto da Jeff Lynne prima ancora di scrivere la musica; si basava sul personaggio di Walter Mitty, che, non tollerando la realtà che lo circondava, immaginava mondi fantastici attraverso i sogni.
In questo album Jeff Lynne assunse una vera e propria orchestra, insieme agli altri membri precedenti degli ELO, modificando radicalmente lo stile e il sonoro rispetto ai tre album precedenti. Il dirigente di questa fu Louis Clark. Il bassista Mike de Albuquerque lasciò la band appena prima delle registrazioni, costringendo Jeff Lynne a suonare il basso al posto suo. Nel tour che seguì venne rimpiazzato da Kelly Groucutt, che rimarrà con la band per tutti gli anni a venire. Ci fu anche l'ingresso del violoncellista Melvyn Gale.
Nel 1978 il regista Kenneth Anger utilizzò questo album come colonna sonora del film Inauguration of the Pleasure Dome.

### Posizioni in classifica
- US: #16 Billboard 200, 32 settimane
- UK: non classificato
- AUS: #40 ARIA Albums Chart, 14 settimane
- CAN: #7 RPM Albums Chart, 28 settimane

## Tracce

### Lato A
1. Eldorado Overture - 2:12
2. Can't Get It Out of My Head - 4:21
3. Boy Blue - 5:18
4. Laredo Tornado - 5:29
5. Poor Boy (The Greenwood) - 2:57

### Lato B
1. Mister Kingdom - 5:29
2. Nobody's Child - 3:56
3. Illusions in G Major - 2:37
4. Eldorado - 5:17
5. Eldorado Finale - 1:34

### Bonus tracks
1. Eldorado Instrumental Medley – 7:56
2. Dark City – 0:46

## Formazione
- Jeff Lynne – voce, chitarra elettrice ed acustica, basso, tastiere, arrangiamenti corali ed orchestrali
- Bev Bevan – batteria, percussioni
- Richard Tandy – pianoforte, sintetizzatore moog, chitarre, voce, arrangiamenti corali e orchestrali
- Mike de Albuquerque –  basso (accreditato, ma non suona nelle registrazioni)
- Mik Kaminski – violino
- Hugh McDowell – violoncello
- Mike Edwards – violoncello
- Louis Clark - direttore dell'orchestra e del coro
- Peter Forbes-Robertson - parlato